# Вуаньи
Вуаньи́ (фр. Voigny) — коммуна во Франции, находится в регионе Шампань — Арденны. Департамент — Об. Входит в состав кантона Бар-сюр-Об. Округ коммуны — Бар-сюр-Об.
Код INSEE коммуны — 10440.
Коммуна расположена приблизительно в 195 км к востоку от Парижа, в 85 км южнее Шалон-ан-Шампани, в 55 км к востоку от Труа.

## Население
Население коммуны на 2008 год составляло 183 человека.
| 1962 | 1968 | 1975 | 1982 | 1990 | 1999 | 2008 |
| ---- | ---- | ---- | ---- | ---- | ---- | ---- |
| 159  | 165  | 166  | 217  | 217  | 195  | 183  |

## Экономика

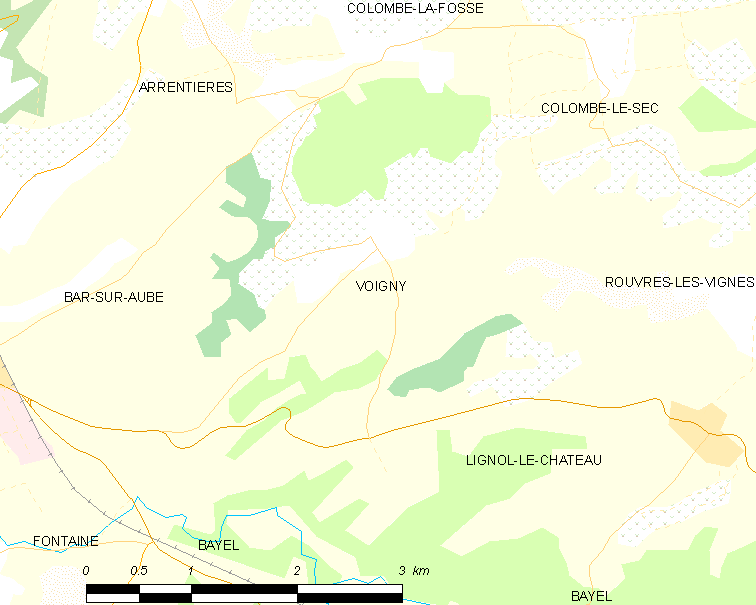
Карта коммуны

В 2007 году среди 113 человек в трудоспособном возрасте (15—64 лет) 93 были экономически активными, 20 — неактивными (показатель активности — 82,3 %, в 1999 году было 75,2 %). Из 93 активных работали 86 человек (47 мужчин и 39 женщин), безработных было 7 (3 мужчины и 4 женщины). Среди 20 неактивных 3 человека были учениками или студентами, 14 — пенсионерами, 3 были неактивными по другим причинам.